# Paul Baudry

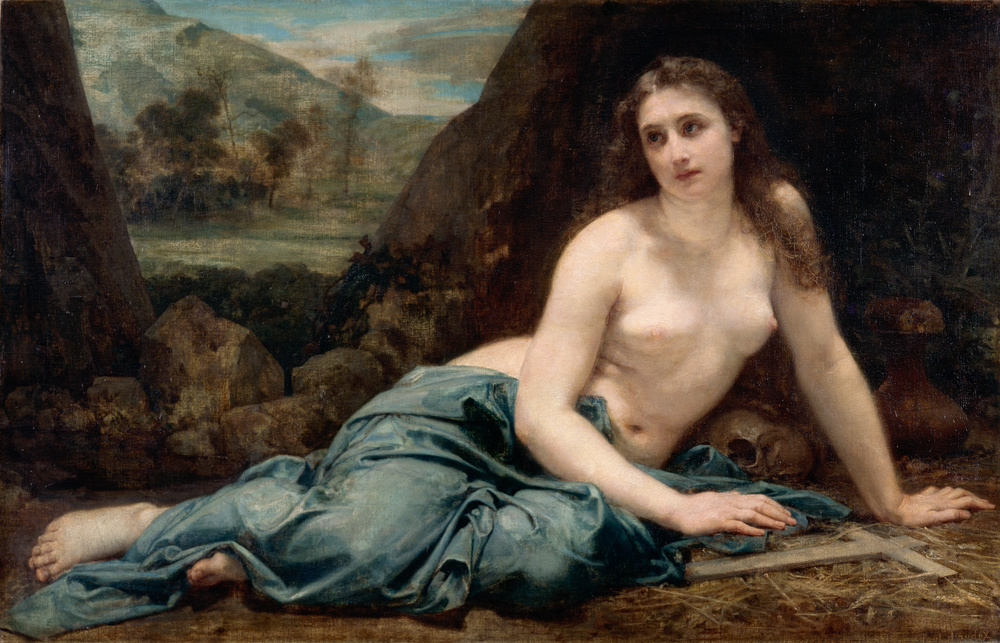
Magdalena penitente (1858).

Paul Jacques Aimé Baudry (7 de noviembre de 1828 - 17 de enero de 1886), pintor francés, fue uno de los más célebres representantes del academicismo durante el Segundo Imperio.

## Biografía
Hijo de un abarquero, Paul Baudry nació en La Roche-sur-Yon. A los dieciséis años, gracias a una beca de estudios municipal, se marchó a estudiar a París, donde pudo ingresar en la Escuela de Bellas Artes en el año 1845.
En 1850 recibió el Gran Premio de Roma por su pintura Zenobia hallada por pastores a orillas del río Araxes. Este premio le llevó a una estancia de varios años en Italia, en cuyo arte, principalmente en el manierismo de Correggio y de Tiziano, acabaría encontrando una de sus principales fuentes de inspiración. Esta influencia marcará sus obras a lo largo de toda su posterior carrera artística en Francia. Napoleón III le encargó la decoración de la casa de la Ópera Garnier.
En 1886, tras realizar un viaje por Oriente, Baudry falleció en París, antes de haber podido ejecutar su proyecto de decoración del Panteón de París sobre Juana de Arco. Dos de sus colegas, Paul Dubois y Antonin Mercié cooperaron con su hermano, el arquitecto Ambroise Baudry, erigiéndole un monumento funerario en el cementerio parisino de Père-Lachaise, donde fue inhumado.

## Características de su obra
Desde el principio, el talento de Baudry se revela estrictamente académico, al mismo tiempo lleno de elegancia y refinamiento, pero en cierto modo algo falto de originalidad.
Si bien pintó también retratos y composiciones mitológicas, Baudry fue esencialmente un muralista y fue en esa parcela donde alcanzó un mayor prestigio, demostrando una gran maestría en el manejo del color, como se puede apreciar en la Corte de Casación de París, en el castillo de Chantilly o en el foyer de la Ópera Garnier. También llevó a cabo la decoración de varios hoteles como el Fould, el Galliera o el Paivabut.

## Principales cuadros
- El asesinato de Marat (Museo de Bellas Artes de Nantes)
- El baño de Venus (Museo de Bellas Artes de Burdeos)
- La embriaguez de Noé (Museo Condé de Chantilly)
- La verdad (Museo de Orsay)
- La visión de San Huberto (Museo Condé de Chantilly)
- Retrato de Alfred Beurdeley (Museo de Orsay)
- Retrato de Charles Garnier (Museo de Orsay)
- Retrato de la condesa de la Bédoyère (Museo Nacional del castillo de Compiègne)
- Venus jugando con el Amor (Museo Condé de Chantilly)
- Zenobia hallada por pastores a orillas del río Araxes (Escuela de Bellas Artes de París)
- La perla y la ola (Museo del Prado)

## Galería

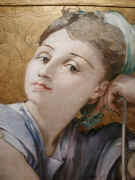
Euterpe (detalle) en el Grand foyer de la Ópera.
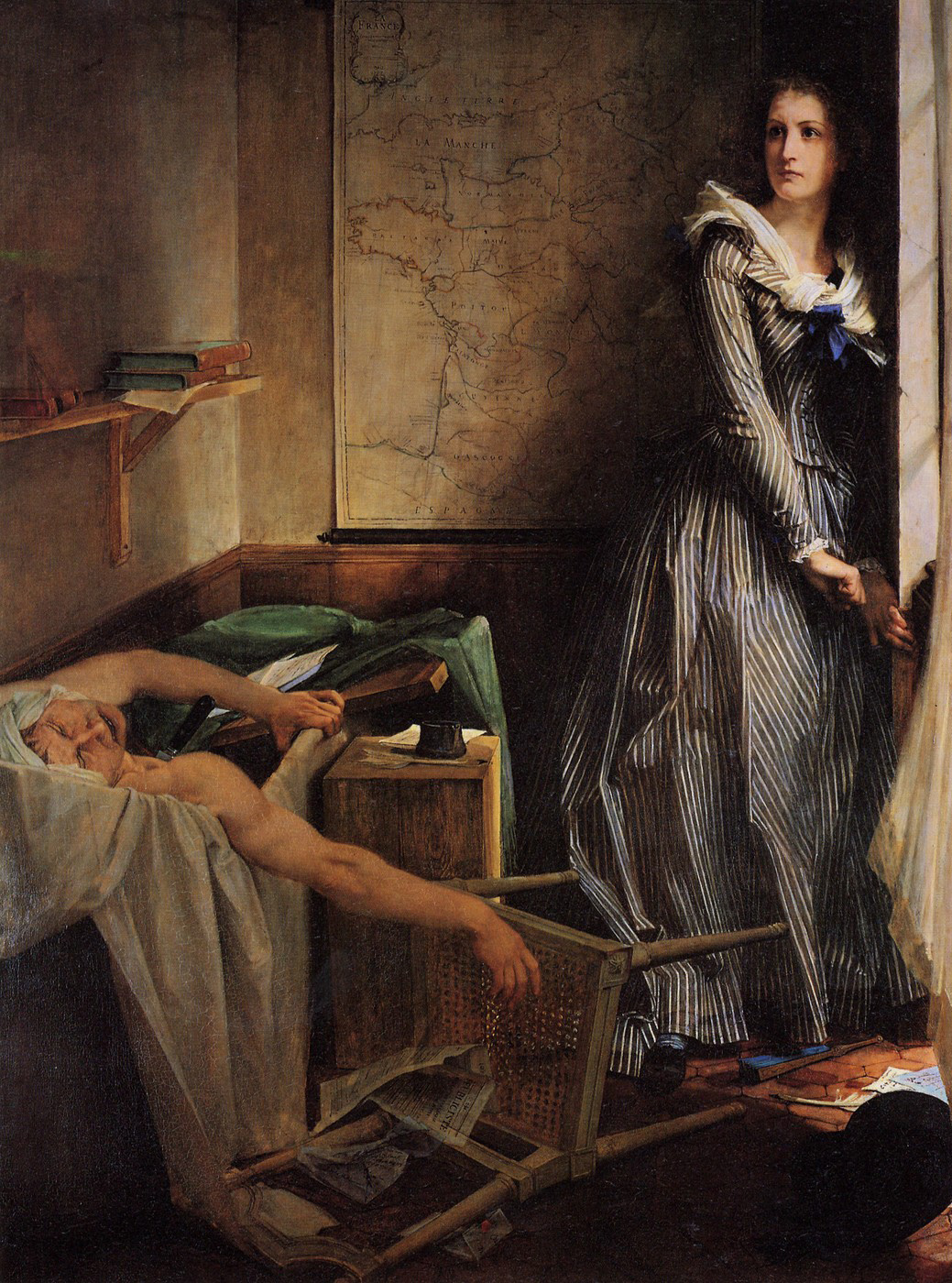
El asesinato de Marat, 1860; su única pintura histórica.
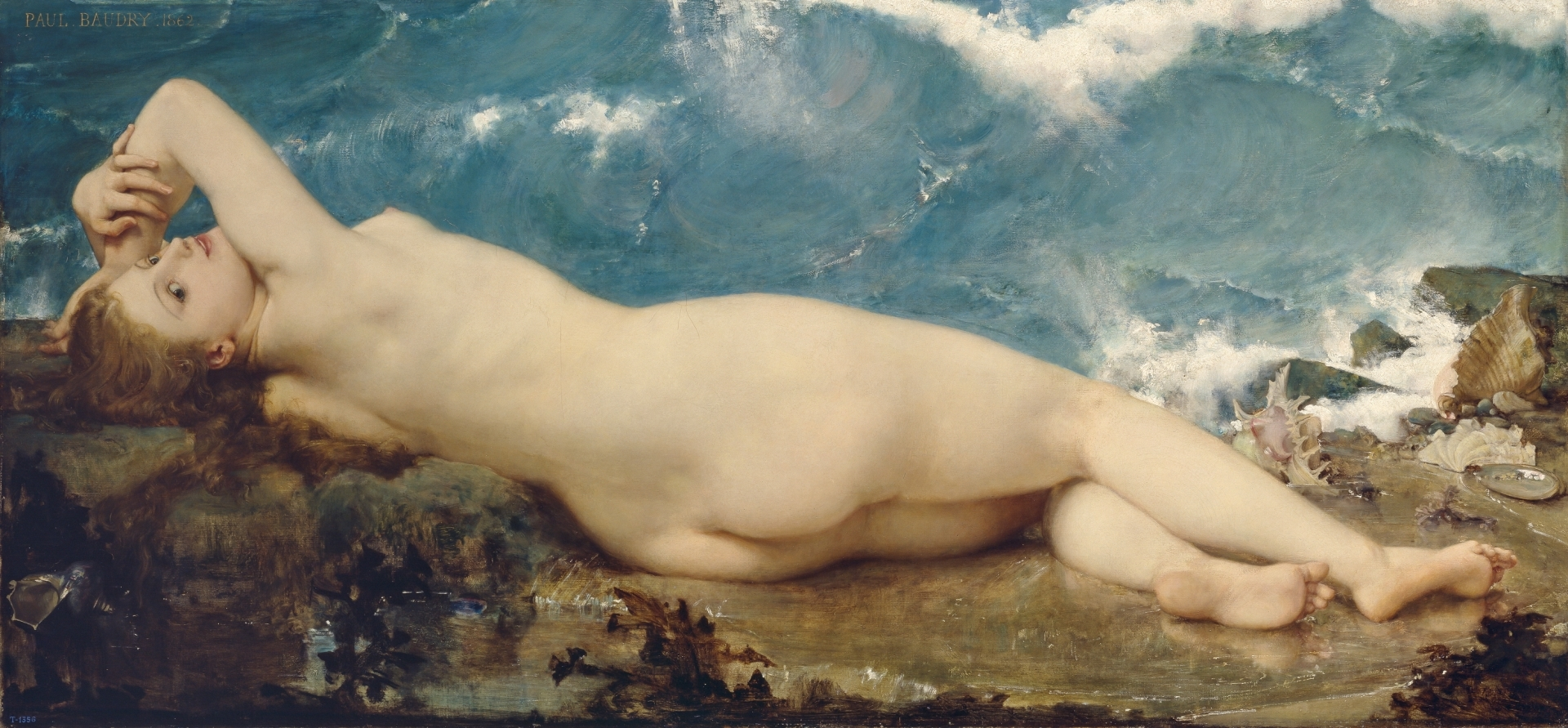
La perla y la ola (Museo del Prado).
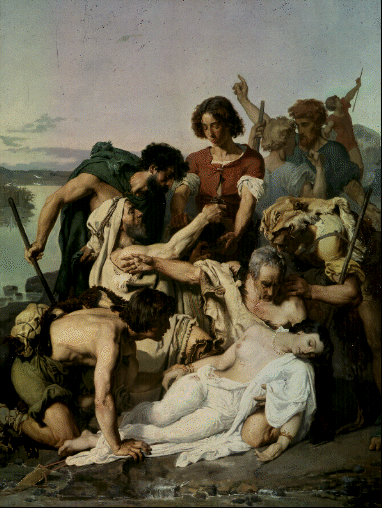
Zenobia hallada por pastores a orillas del río Araxes, ca. 1848.
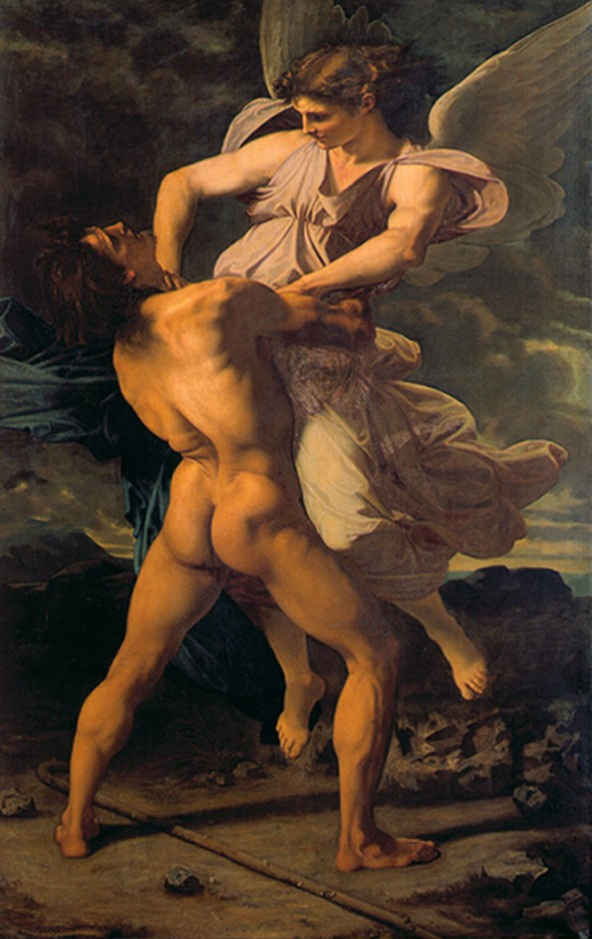
Jacob luchando con el Ángel, 1853.
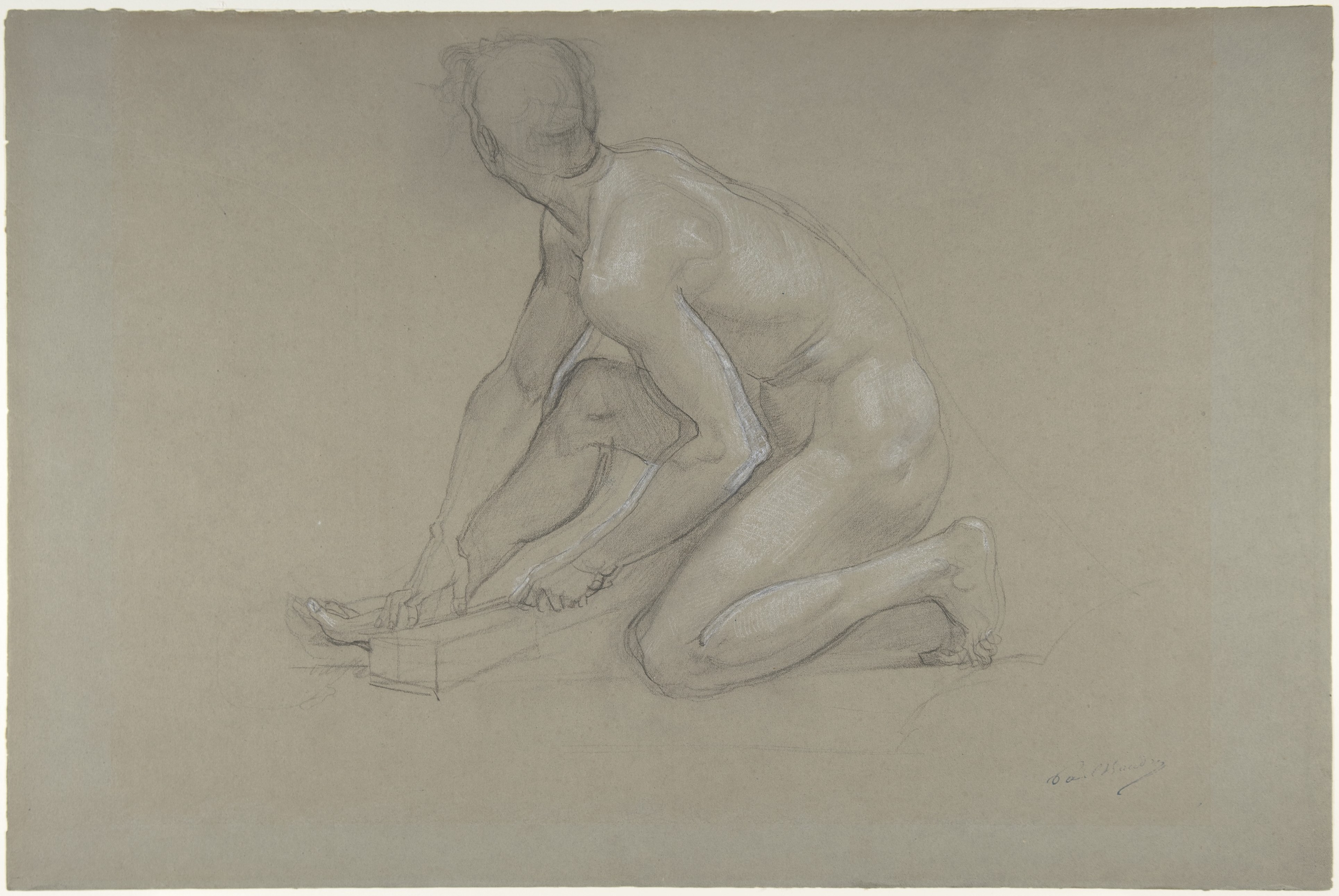
Figura desnuda masculina acuclillada, en el Museo Metropolitano de Arte, 1864–74.
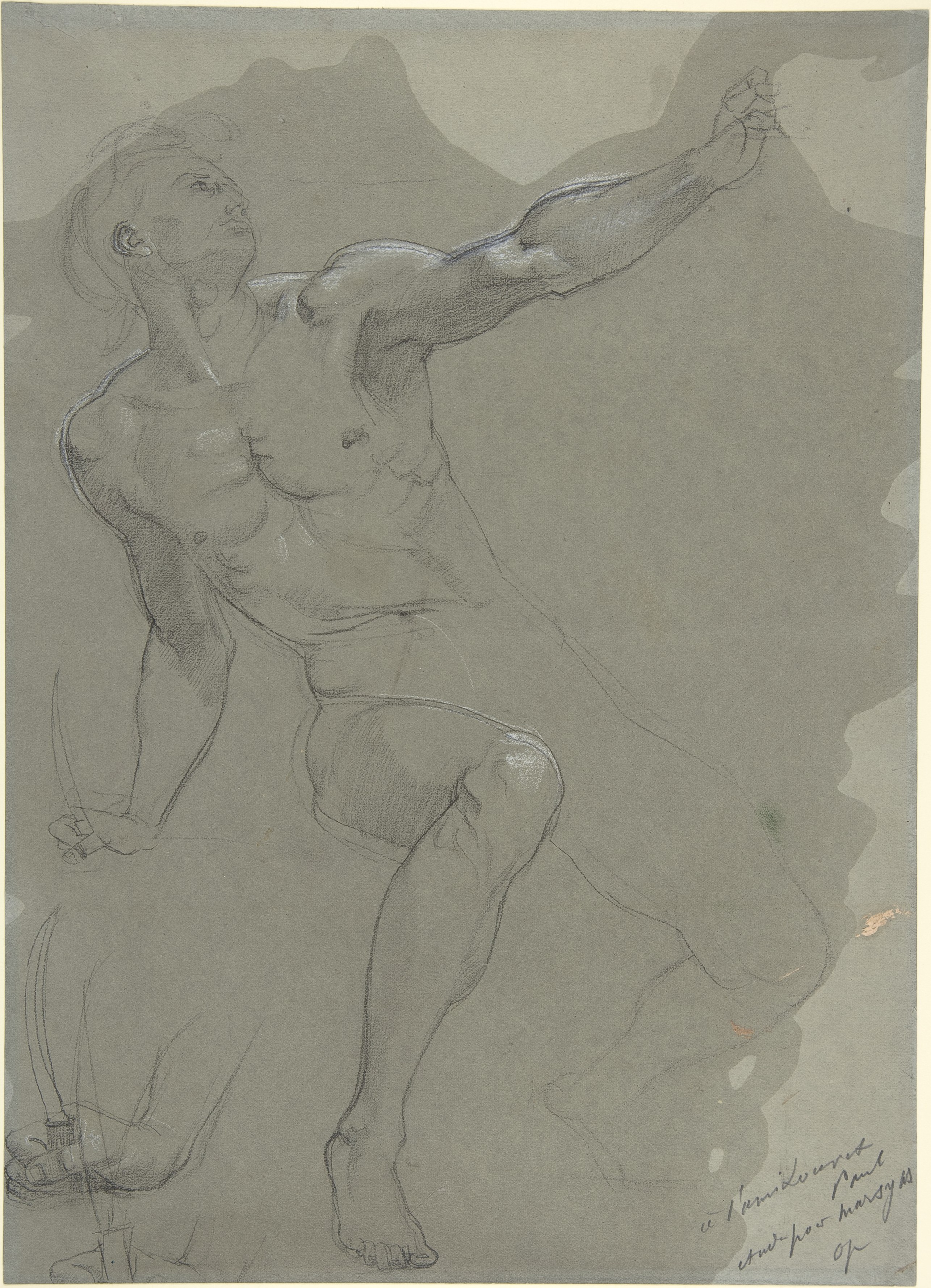
Hombre desnudo sentado (recto); hombre desnudo acuclillado (verso) en el Museo Metropolitano de Arte, 1864–74.
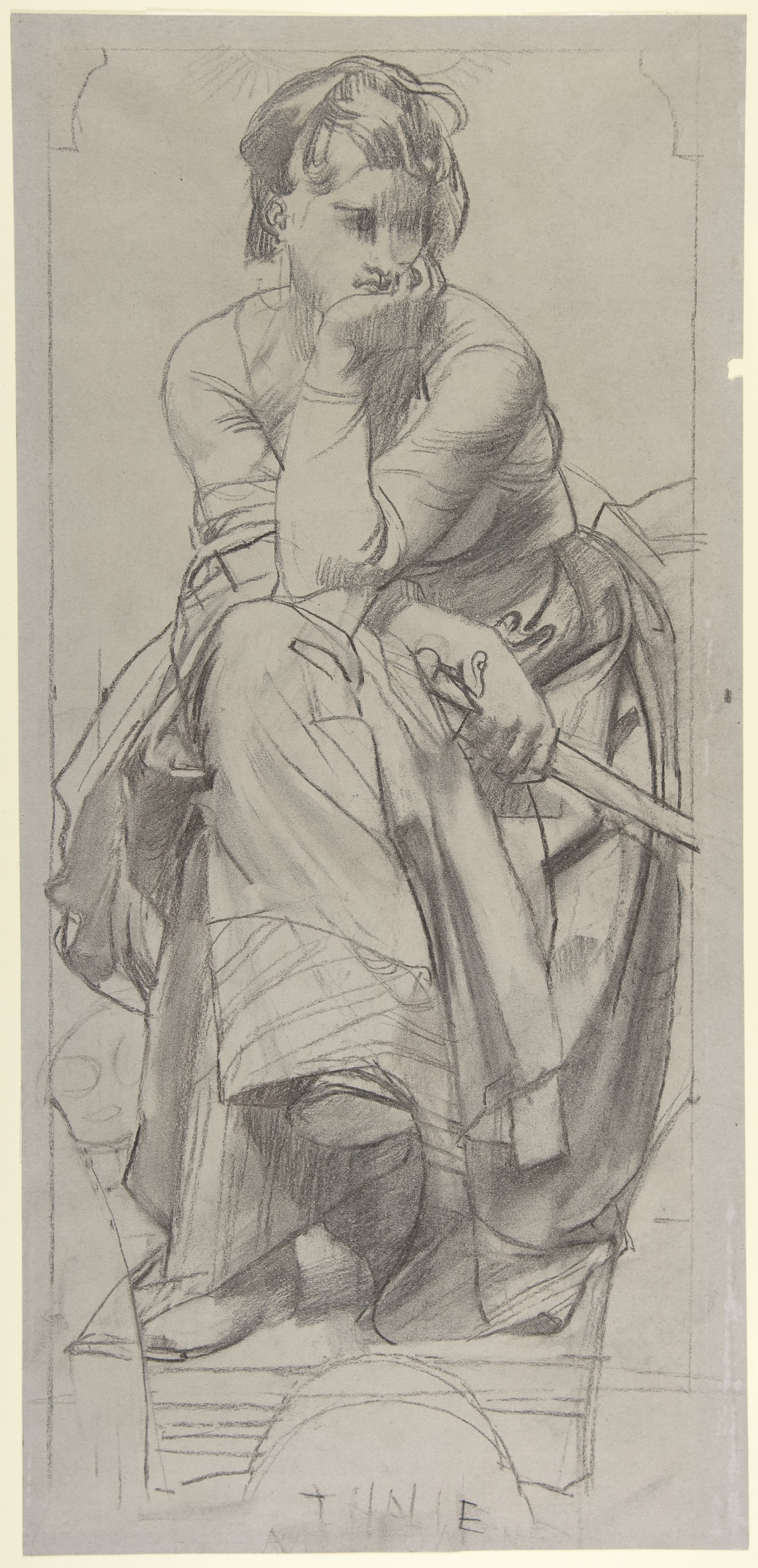
Estudio para la musa Thalía en el Museo Metropolitano de Arte.

- Datos: Q911575
- Multimedia: Paul Baudry / Q911575